# Zaagsel

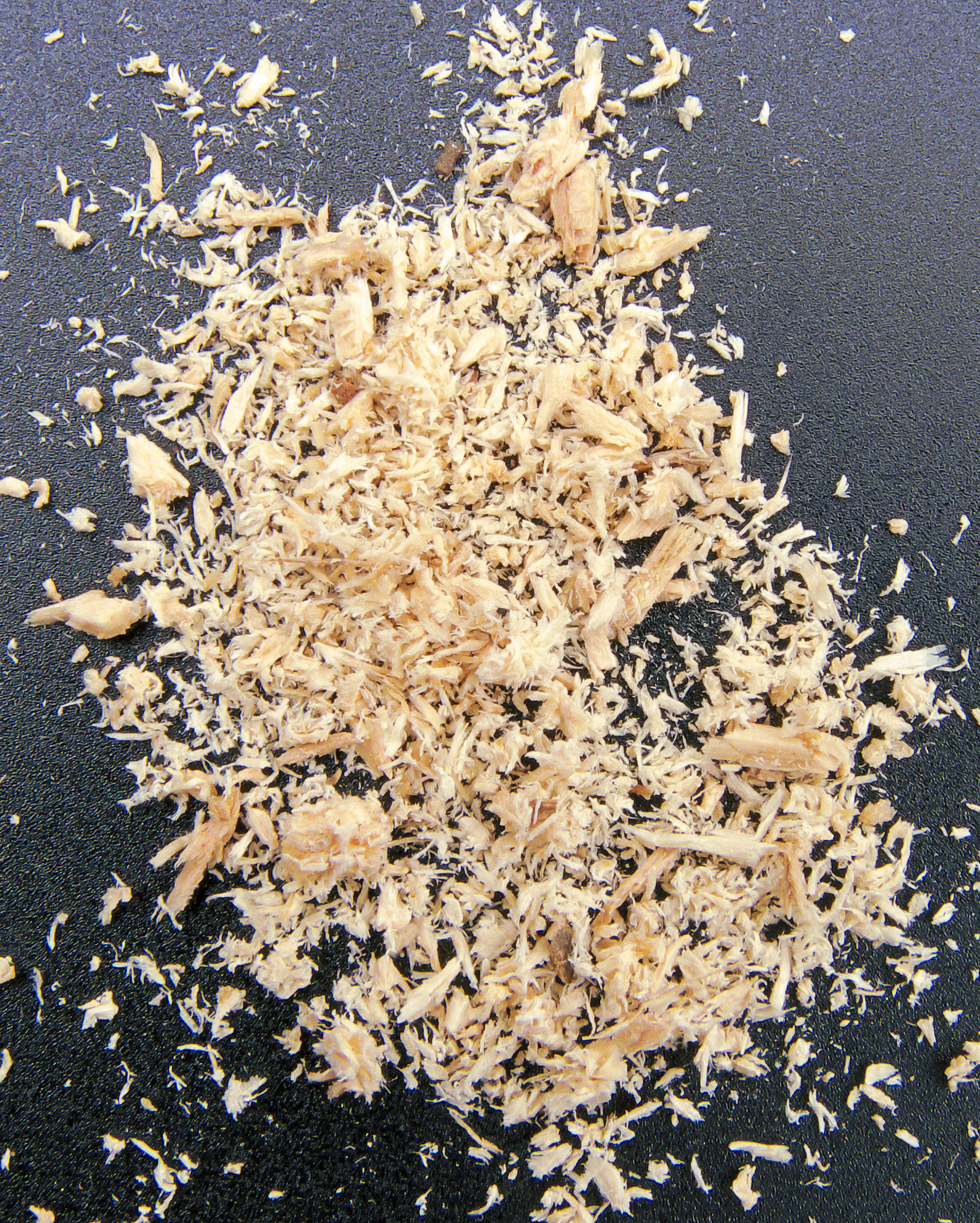
Zaagsel van grenenhout met handzaag gemaakt

Zaagsel of zagemeel bestaat uit kleine houtdeeltjes, die ontstaan bij het zagen van hout.
Zaagsel wordt onder andere gebruikt als strooisel in stallen of circus, gekleurd voor modeltreinlandschappen, voor het maken van spaanplaat, voor het opruimen van gemorste olie, of in de vorm van pellets als brandstof. Ook wordt het gebruikt bij de fabricage van pykrete en zimmerit.
Vroeger werd het ook gebruikt als vulling voor poppen, zoals bij Schanulleke. Vroeger werd zaagsel op windmolens vermalen tot houtmeel voor onder andere de linoleumindustrie.
Beschimmeld zaagsel kan leiden tot allergische alveolitis. Zaagsel van naaldhout is als strooisel volgens sommigen minder geschikt omdat het voor die dieren schadelijke stoffen zou bevatten, met name abietinezuur dat in de hars zit die in naaldbomenhout aanwezig is. Zaagsel kan een stofexplosie veroorzaken.
|  |  |